# Мурад III
Мура́д III (осман. مراد ثالث, трансліт. Murâd-ı sâlis, тур. Üçüncü Murat (4 липня 1546 , Маніса, Saruhan Sanjakd, Османська імперія  — 16 січня 1595 , Стамбул, Османська імперія ) — дванадцятий султан Османської імперії, син султана Селіма II і Нурбану, правив з 1574 по 1595 рік.

## Біографія
Народився 4 липня 1546 році в Манісі, де тоді перебував санджак-беєм його батько, шехзаде Селім.
У 1558 році шехзаде Мурад був призначений своїм дідом, османським султаном Сулейманом Кануні, губернатором (санджак-беєм) Акшехіру (1558—1566). Сулейман І помер в 1566 р. коли Мураду було 20 років, і його батько став новим султаном Селімом II. Селім II порушив традицію, відправивши з палацу лише свого старшого сина, щоб керувати провінцією, призначивши тільки Мурада санджак-беєм (Маніси).
За правління свого батька Селіма II шехзаде Мурад займав посаду санджак-бея (губернатора) Маніси (1566—1574).

### Правління
Успадкував трон від свого батька Селіма II в 1574 році. За традицією, яка склалася в Османів, при вступі на трон наказав убити своїх 5 молодших братів. Цю кількість підтримує і Алдерсон. Леслі Пірс писав про шість задушених шехзаде. британський історик Керолайн Фінкель, посилаючися на «третього медика», писав про дев'ять принців: 
«…султан Мурат зі сльозами на очах, послав німих, доручивши їм задушити братів і власними руками передав їх старшому дев'ять хусток».
Мурад III майже не займався справами державними, а надавав перевагу розвагам у своєму гаремі. Саме при ньому вперше склалася така ситуація, коли велику роль у політиці держави стали відігравати фаворитки султана з гарему. Великий вплив на Мурада мала валіде Нурбану-султан та хасекі султана Сафіє-султан. Придворні «клани», які очолювали ці жінки, плели інтриги, ворогували між собою та з багатьма державними чиновниками, добиваючись їх відставки, а то і страти. За Мурада III корупція при дворі стала нормою; збільшилася частка хабарництва та кумівства. У його період спостерігалася надмірна інфляція, постійно грали на вартість срібних грошей, зростали ціни на продукти харчування. З 600 дирхамів срібла потрібно було відрізати 400 дирхамів, а 800 — відрізати, що означало 100-відсоткову інфляцію.
У 1578 році почалася чергова війна з Сефевідською Персією. Існує легенда, що Мурад III задав питання своїм поплічникам: «Яка війна зі всіх, що відбувалися за Сулеймана I Кануні, була найвиснажливішою?». Дізнавшись, що це була іранська кампанія, султан вирішив перевершити свого шанованого діда. І справді, маючи величезну технічну перевагу над супротивником, османська армія добилася численних успіхів і перемог. Зокрема, 1579 року були окуповані Грузія і Вірменія, а 1580 року — західне та південне узбережжя Каспійського моря. Сам султан Мурад III не керував армією під час походу, а сидів в столиці, поки військами командував великий візир, особливо успішно проявив себе на цій посаді Коджа Сінан-паша, який виконував ці обовязки в якості сераскера У 1585 році були вщент розгромлені основні сили іранської армії й окупована територія сучасного Азербайджану. У 1590 році Османська імперія уклала Константинопольський мирний договір з Персією. Згідно з цим документом Порта зайняла велику частину сучасного Азербайджану, все Закавказзя, Лурестан і Хузестан. Та були і негативні наслідки війни, незважаючи на значні територіальні надбання. Бойові дії привели до ослаблення османської армії, що понесла великі втрати, а також до підриву фінансів.

### Смерть
Мурад помер у ніч з 15 на 16 січня 1595 року в палаці Топкапи в Стамбулі був похований у гробниці біля собору Святої Софії. У мавзолеї знаходяться 54 саркофаги султана, його дружин і дітей, які також там поховані. Його старший син — Мехмед, по приїзду з Маніси, в ніч 28 січня наказав стратити 19 синів Мурада III згідно закону Фатиха.

## Персональне життя
Особистий лікар Мурада III Доменіко Ієросолімітано описав типовий день із життя султана: 
Вранці він встає на світанку, щоб помолитися півгодини, потім ще півгодини пише. Потім йому дають щось приємне як зведення, а потім береться читати ще на годину. Потім він починає давати аудієнцію членам Дивану в чотири дні тижня, коли це відбувається, як було сказано вище. Потім він гуляє садом, насолоджуючись насолодою фонтанів і тварин ще годину, беручи з собою євнухів, скоморохів та інших, щоб розважити його. Потім він знову повертається до навчання, поки не вважає, що настав час обіду. Він залишається за столом лише півгодини і знову піднімається (щоб піти) у сад, скільки йому заманеться. Потім він іде почитати полуденну молитву. Потім він зупиняється, щоб провести час і повеселитися з жінками, і побуде з ними годину-дві, коли прийде час читати вечірню молитву. Потім він повертається до своїх помешкань або, якщо йому більше подобається, залишається в саду, читаючи або проводячи час до вечора з євнухами та скоморохами, а потім повертається, щоб помолитися, тобто з настанням ночі. Потім він обідає і займає більше часу за вечерею, ніж за обідом, розмовляючи до двох годин після настання темряви, поки не настане час для молитви […] Він завжди дотримується цього розкладу щодня.

## Сім'я
Дружини
- Сафіє-султан — головна хасекі. Народила спадкоємця шехзаде Мехмеда та ще одного сина і мінімум двох доньок[11].
- Шахіхубан-султан — хасекі[12]. Історик Парс Тугладжі називає Шахіхубан однією з улюблених ікбал султана[13].
- Шемсірухсар-хатун — народила доньку Рукіє-султан. Померла в Стамбулі близько 1613 року[14].
- Назпервер-султан — хасекі[12]. Історик Парс Тугладжі називає Назпервер однією з улюблених ікбал султана[15].
- Фюлане-султан (ім'я при народженні, ймовірно, Добра[16]) — донька молдавського князя Мірчі V Чобанула[17]. Можливо, була страчена в січні 1595 р. Мехмедом III, який тілько-но вступив на престол, через вагітність від Мурада III, коли новий падишах позбувався від всіх претендентів на трон[18].
- Міхрібан-султан — наложниця[19].
- Фахріє-султан — наложниця[12].

Сини:
1. Мехмед III (26 травня 1566 — 21 грудня 1603; мати — Сафіє Султан)
2. шехзаде Селім (1567 або бл. 1581 — страчений 28 січня 1595[20])
3. шехзаде Осман (бл. 1573—1587, за іншими даними страчений 28 січня 1595[20])
4. шехзаде Баязид (бл. 1579 або 1586 — страчений 28 січня 1595[21])
5. шехзаде Абдулла (бл. 1580 — страчений 28 січня 1595[21])
6. шехзаде Махмуд (1581 / 1582 — страчений 28 січня 1595[21])
7. син (народився і помер у червні 1582[21])
8. шехзаде Джихангір (лютий — серпень 1585[21])
9. шехзаде Сулейман (лютий -? 1585[21])
10. шехзаде Мустафа (1585 — страчений 28 січня 1595[20])
11. шехзаде Джихангир (1587 — страчений 28 січня 1595[20])
12. шехзаде Абдуррахман (страчений 28 січня 1595[21])
13. шехзаде Яхія (бл. 1585[22]—страчений 28 січня 1595 або пом. 1649[23]); в турецькій історіографії є версія про те, що Яхія міг бути дійсно врятованим шехзаде[24]. Однак, прямих доказів для цього немає, вважається, що це був самозванець.
14. шехзаде Алаєддін Давуд (страчений 28 січня 1595)[21]
15. шехзаде Алемшах (страчений 28 січня 1595[21])
16. шехзаде Алі (страчений 28 січня 1595[21])
17. шехзаде Хасан (страчений 28 січня 1595[21])
18. шехзаде Хюсейн (страчений 28 січня 1595[21])
19. шехзаде Ісхак (страчений 28 січня 1595[21])
20. шехзаде Коркут (страчений 28 січня 1595[21])
21. шехзаде Мурад (страчений 28 січня 1595[21])
22. шехзаде Омер (страчений 28 січня 1595[21])
23. шехзаде Якуп (страчений 28 січня 1595[21])
24. шехзаде Юсуф (страчений 28 січня 1595[21])

#### Дочки
- Айше Султан (бл. 1570 — 15 травня 1604; мати — Сафіє Султан)
- Фатьма Султан (бл. 1580—1620; мати — Сафіє Султан)
- Хатідже Султан (бл. 1589 — ?)
- Фахріє Султан (бл. 1590 / 1594 — після 1641 або 1656; мати Сафіє Султан)
- Міхрімах і Міхрюмах Султан (бл. 1592 — ?) — з 1604 роки була одружена з мірахуром Ахмедом-пашею.
- Рукійе Султан (бл. 1587 — після 1613; мати — Шемсірухсар хатун) — в 1613 році стала дружиною бейлербея Румелії Наккааса Хасана-пашу.
- Міхрібан Султан
- Хюмашах Султан — була у двох шлюбах. Її першим чоловіком Алдерсон називає Лала Мустафу-пашу, однак той був одружений з внучкою Сулеймана I Хюмашах-султан.
- дочка — її матір'ю наложницю, подарована Мураду III його сином Мехмедом.

## У культурі

### Кіно
- 1990: Битва трьох королів

### Телесеріали
- 2011—2014: Величне століття. Роксолана; роль Мурада виконує Серхан Онат.